# رشته‌کوه مراوی
رشته‌کوه مراوی (ارمنی: Մռավի լեռնաշղթա) (ترکی آذربایجانی: Murovdağ) رشته‌کوهی است در جمهوری آرتساخ که در قفقاز کوچک  واقع شده است.

## نگارخانه

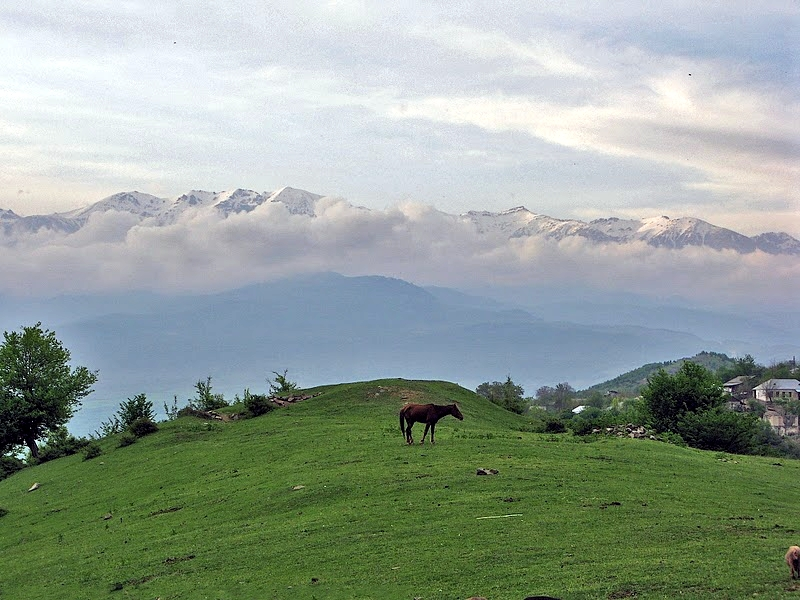
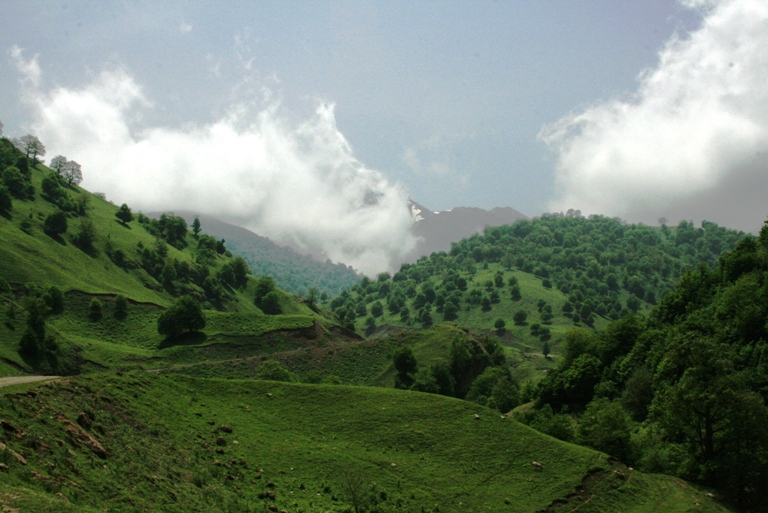
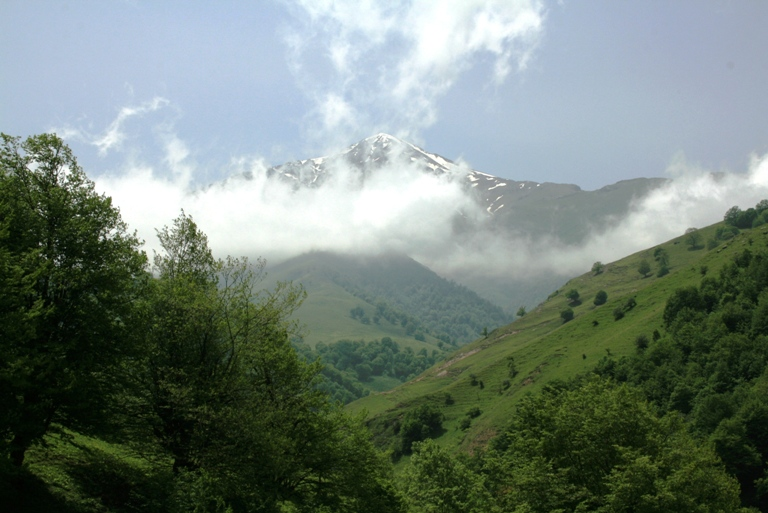
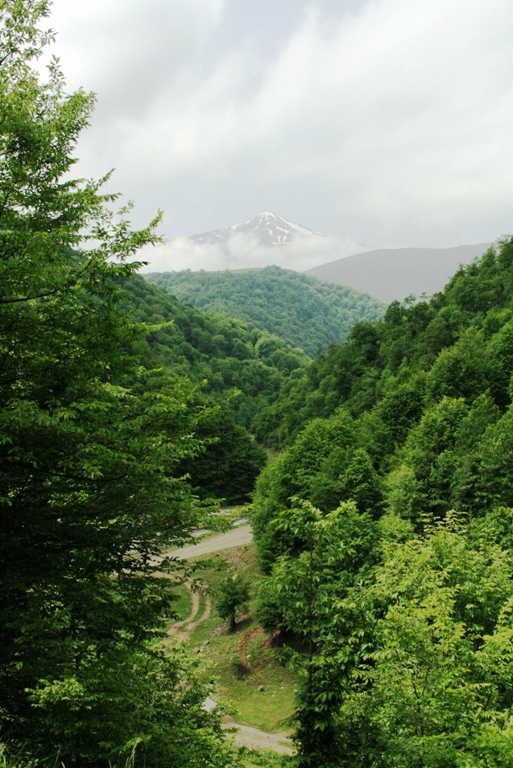